# Клувії (рід)
Клувії — патриціанський рід пізньої Республіки та періоду принципату. Походив з Кампанії. Його представники займали здебільшого державні посади середньої ланки. Гілки роду Клувієв — Руфи та Саксули.

## Найвідоміші Клувії
- Гай Клувій Саксула, претор 175 та 173 років до н. е.
- Спурій Клувій, претор 172 року до н. е., намісник провінції Сардинія.
- Гай Клувій, консул-суфект 29 року до н. е.
- Гай Клувій Руф, консул 41, консул-суфект 45 року, намісник провінції Іспанії в 68 році, наближений до імператорів Нерона та Вітеллія, відомий історик.